# Bodogaia
Bodogaia (węg. Alsóboldogfalva) – wieś w Rumunii, w okręgu Harghita, w gminie Secuieni. W 2011 roku liczyła 789 mieszkańców.